# Dorida
Dorida (gr. Δήμος Δωρίδος, Dimos Doridos) – gmina w Grecji, w administracji zdecentralizowanej Tesalia-Grecja Środkowa, w regionie Grecja Środkowa, w jednostce regionalnej Fokida. W 2011 roku liczyła 13 627 mieszkańców. Powstała 1 stycznia 2011 roku w wyniku połączenia dotychczasowych gmin: Wardusia, Efpalion, Lidoriki i Tolofona. Siedzibą gminy jest Lidoriki.